# Лосенко, Антон Павлович
Анто́н Па́влович Лосе́нко, Лосе́нков (30 июля [10 августа] 1737, Глухов — 23 ноября [4 декабря] 1773, Санкт-Петербург) — русский живописец, рисовальщик и педагог. Центральный представитель классицистической школы второй половины XVIII века, основоположник традиции исторической живописи. Академик и профессор (с 1770), директор (с 1772) Императорской Академии художеств.

## Биография
Родился в 1737 году в семье русского купца Павла Яковлевича Лосева, по торговым делам часто бывавшего на Украине и в Польше и позже поселившегося в Глухове. Когда ребёнку было четыре года, умерла мать, потом и отец, и семилетний мальчик был отдан в Санкт-Петербург в придворный хор.
После «спадения» голоса с 1753 учился живописи в течение пяти лет и пяти месяцев у крепостного художника графа Шереметева И. П. Аргунова. Был направлен во вновь образованную Императорскую Академию художеств в ученики к портретисту Пьетро Ротари и через полгода после поступления в Академию был направлен в качестве пенсионера Академии художеств для усовершенствования за границу. Считается (наряду с Василием Баженовым) первым пенсионером Академии художеств.
Обучался в Париже у Жана II Ресту, а позднее у Жозефа-Мари Вьена (где ему покровительствовал Д. М. Голицын). Написал программную работу «Принесение Исаака в жертву (Жертвоприношение Авраама)», за которую получил большую золотую медаль от Королевской Академии живописи и скульптуры. Продолжил совершенствоваться во Французской академии в Риме.
После возвращения в Россию (1770) снискал известность полотном «Владимир и Рогнеда» (1770) — несколько наивным и мелодраматичным, но впервые представившим русскую древность наглядно, на принятом в то время художественном языке.
Программа на звание академика: «Владимир, утвердясь на новгородском владении, посылает к полоцкому князю Рогвольду, чтобы ему отдал дочь свою Рогнеду в супружество; гордым ответом Рогнеды раздраженный Владимир подвигнул все свои силы, столичный полоцкий город взял силою, Рогвольда с двумя сынами лишив жизни, с высокосмысленною Рогнедою неволею сочетался».
За эту картину Лосенко получил звание академика и должность адъютант-профессора, вскоре он стал профессором. В 1772 году Лосенко стал директором Академии художеств, разделив эту должность с Н. Жилле.
Портреты кисти Лосенко немногочисленны, но отличаются выразительностью и чётким следованиям принципам классицизма.
Скончался от водянки в 1773 году, оставив неоконченным масштабное полотно «Прощание Гектора с Андромахой» — заказ императрицы Екатерины II. Похоронен на кладбище Благовещенской церкви. В советской литературе встречается информация, что из-за отсутствия заказов и стеснённого материального положения нестарый ещё художник «от унижений и отчаяния спился». Другие авторы, напротив, отмечают «воздержный образ жизни» художника и то, что белое вино он употреблял как лекарство от болезни.
В числе учеников Антона Лосенко, получивших самостоятельную известность: живописцы Иван Акимов, Пётр Соколов и Григорий Угрюмов, а также скульптор Михаил Козловский и гравёр Гавриил Скородумов.

## Образ в искусстве
С именем Антона Лосенко с рубежа XIX—XX веков ассоциировался находящийся в собрании Челябинского музея изобразительных искусств мужской портрет (бумага, наклеенная на холст, масло; 39 × 30 см), ранее экспонировавшийся в Румянцевском музее в Москве; впоследствии картина была переатрибутирована как произведение неизвестного художника немецкой школы XIX века.

## Галерея

Исторические картины
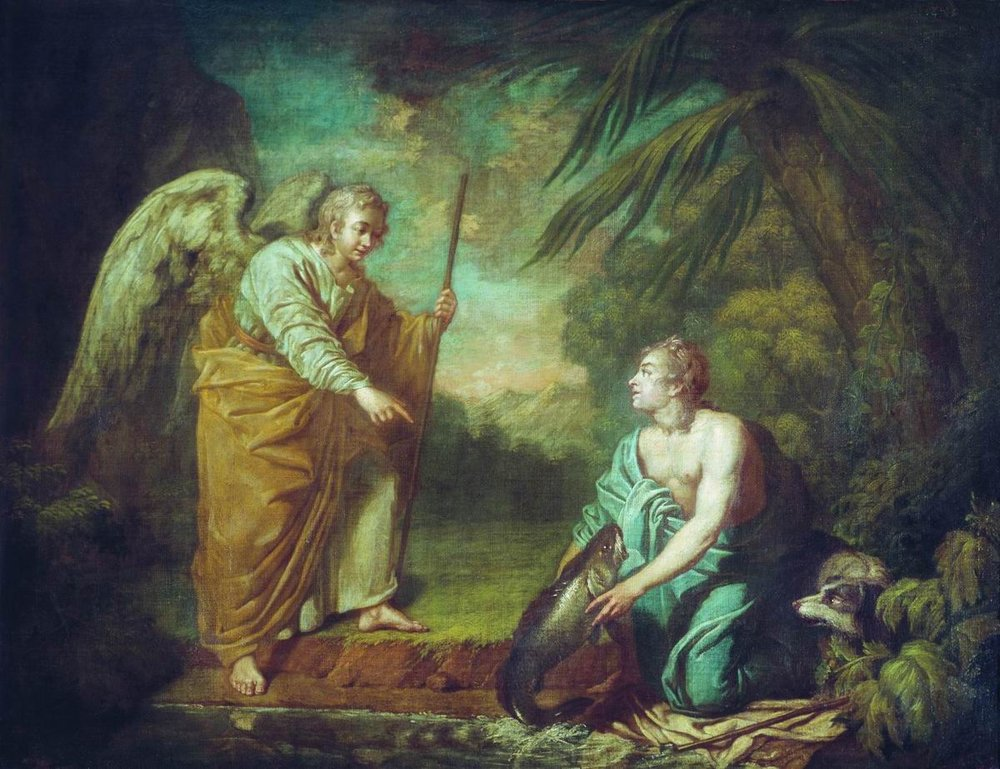
Товий с ангелом. 1759
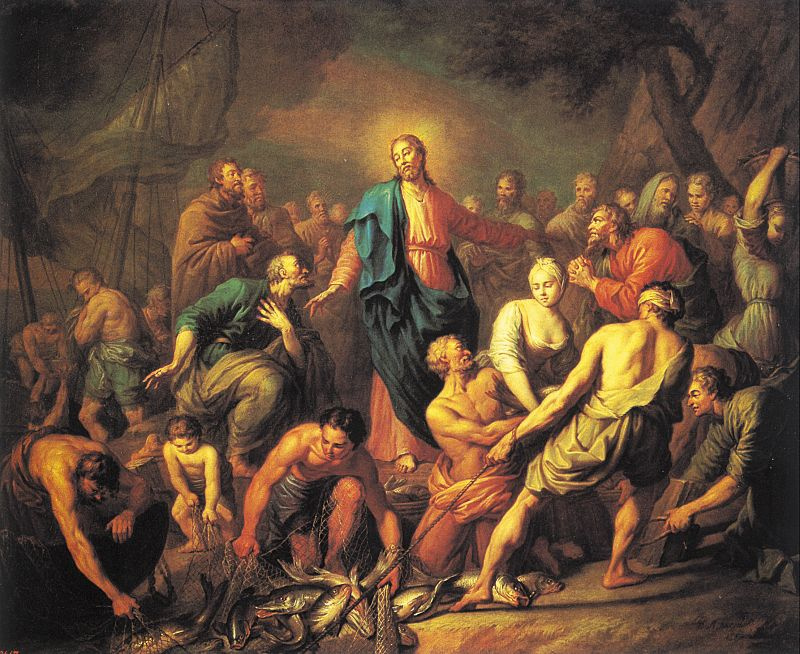
Чудесный улов. 1762
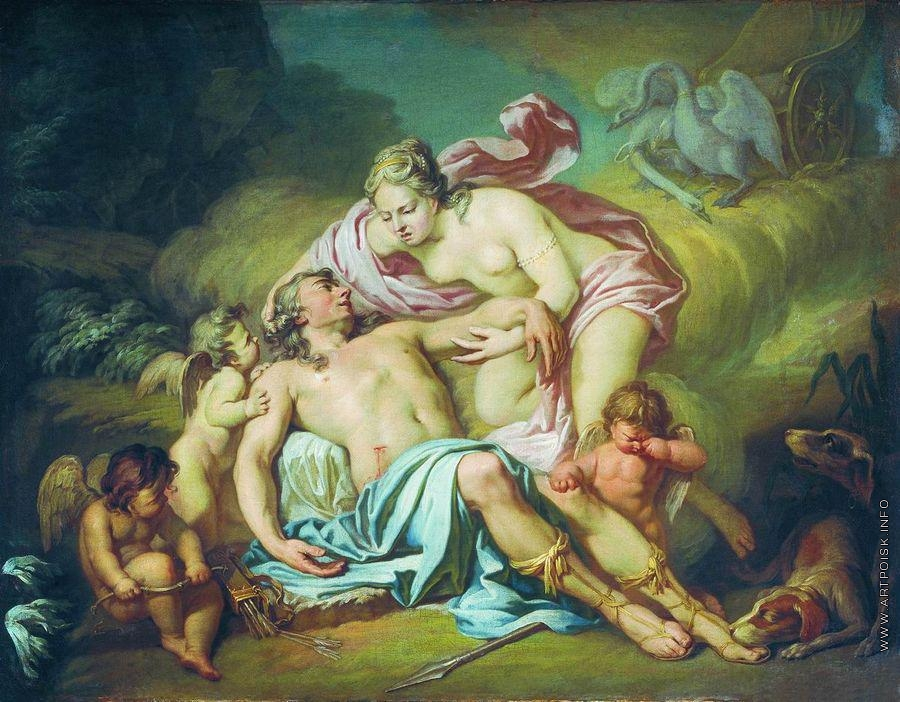
Смерть Адониса. 1764
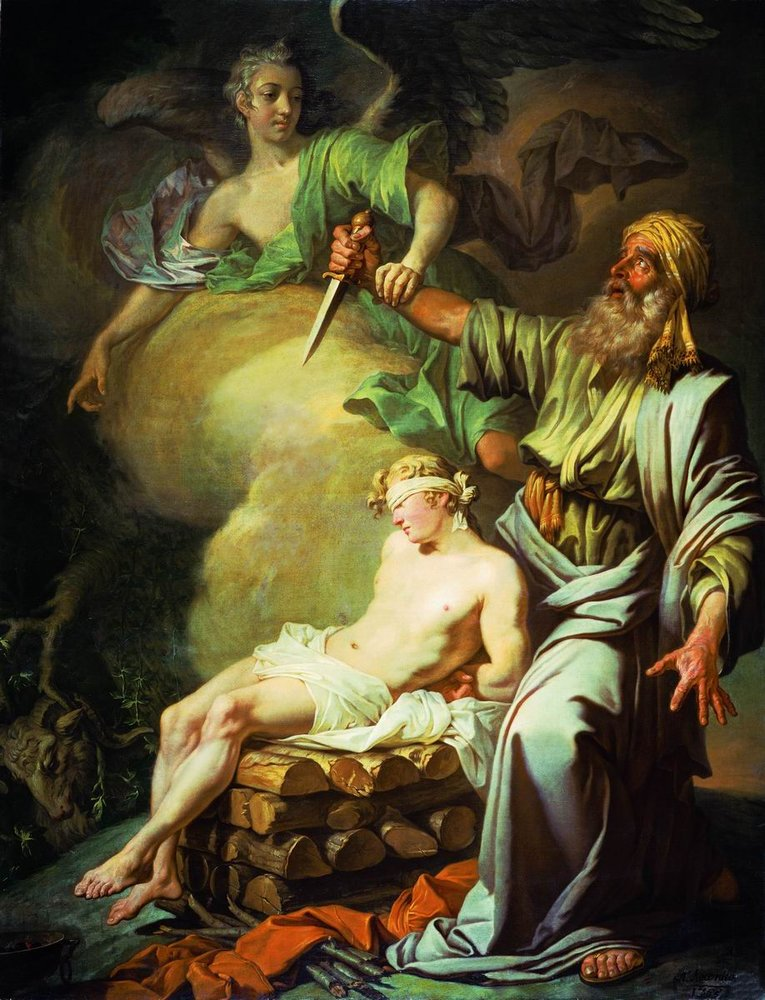
Жертвоприношение Авраама. 1765
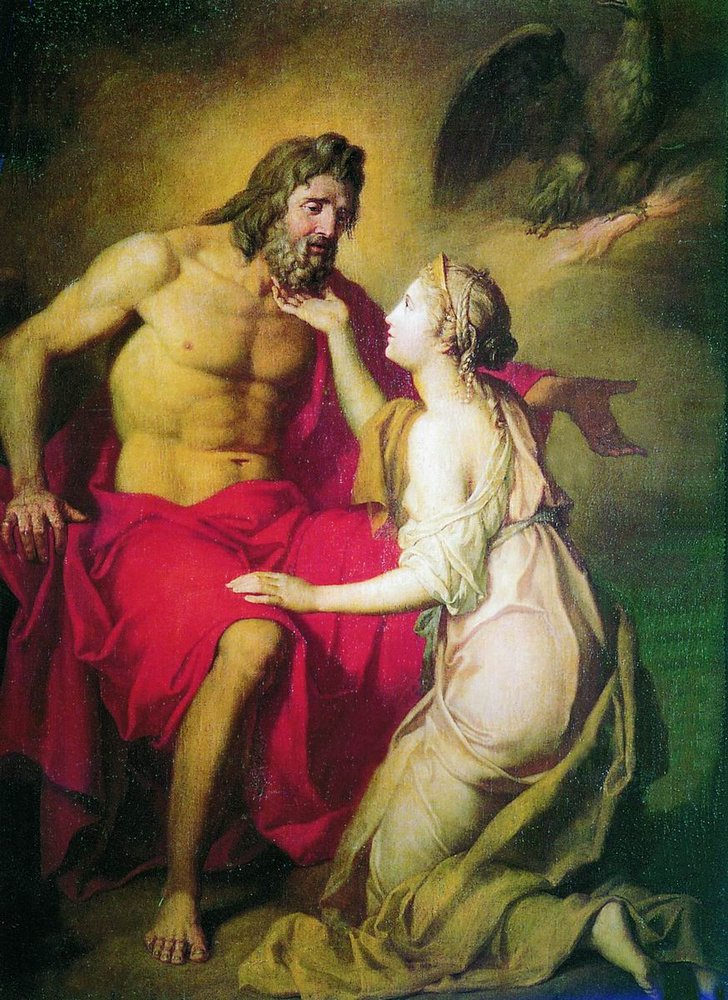
Зевс и Фетида. 1769
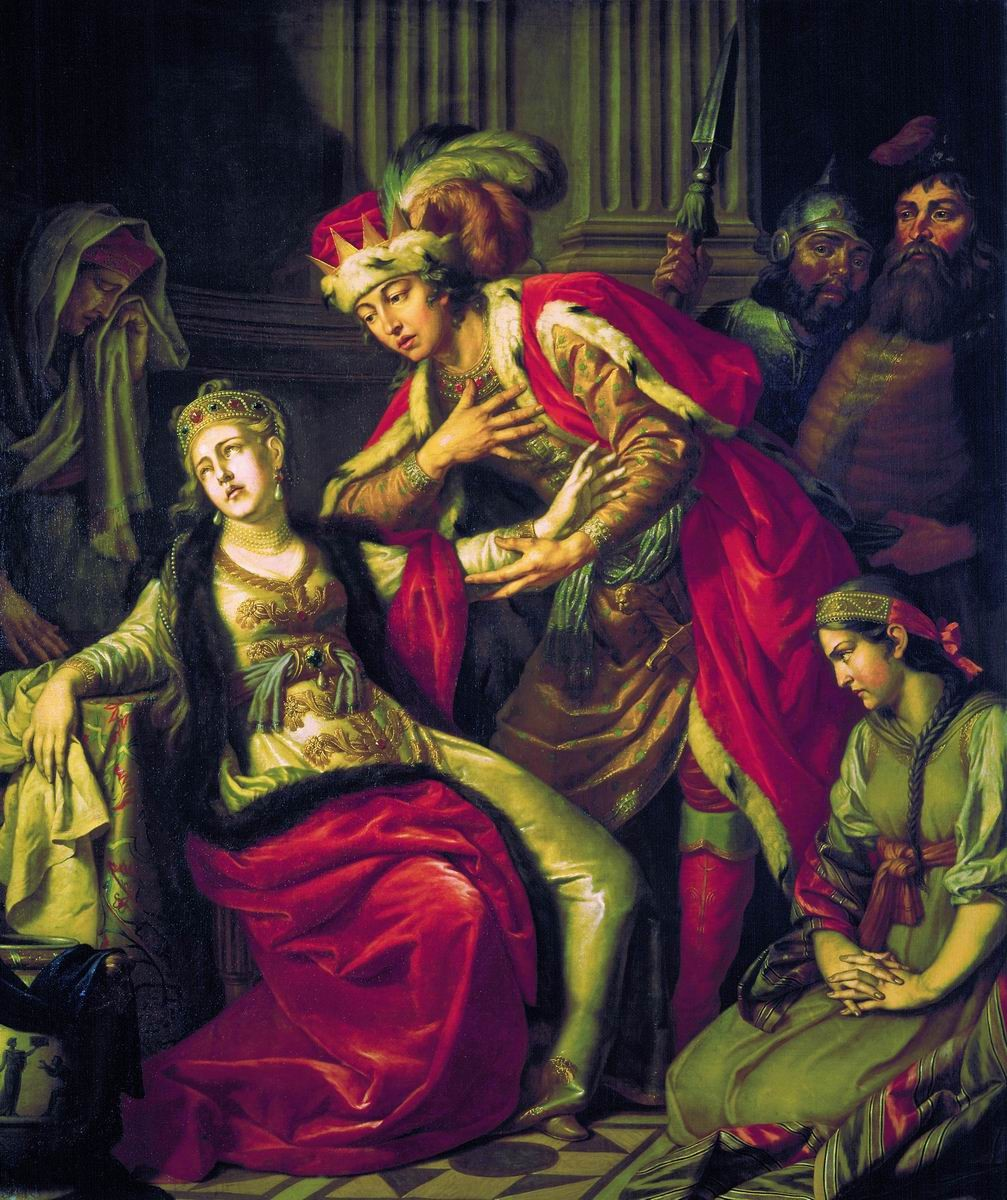
Владимир и Рогнеда. 1770
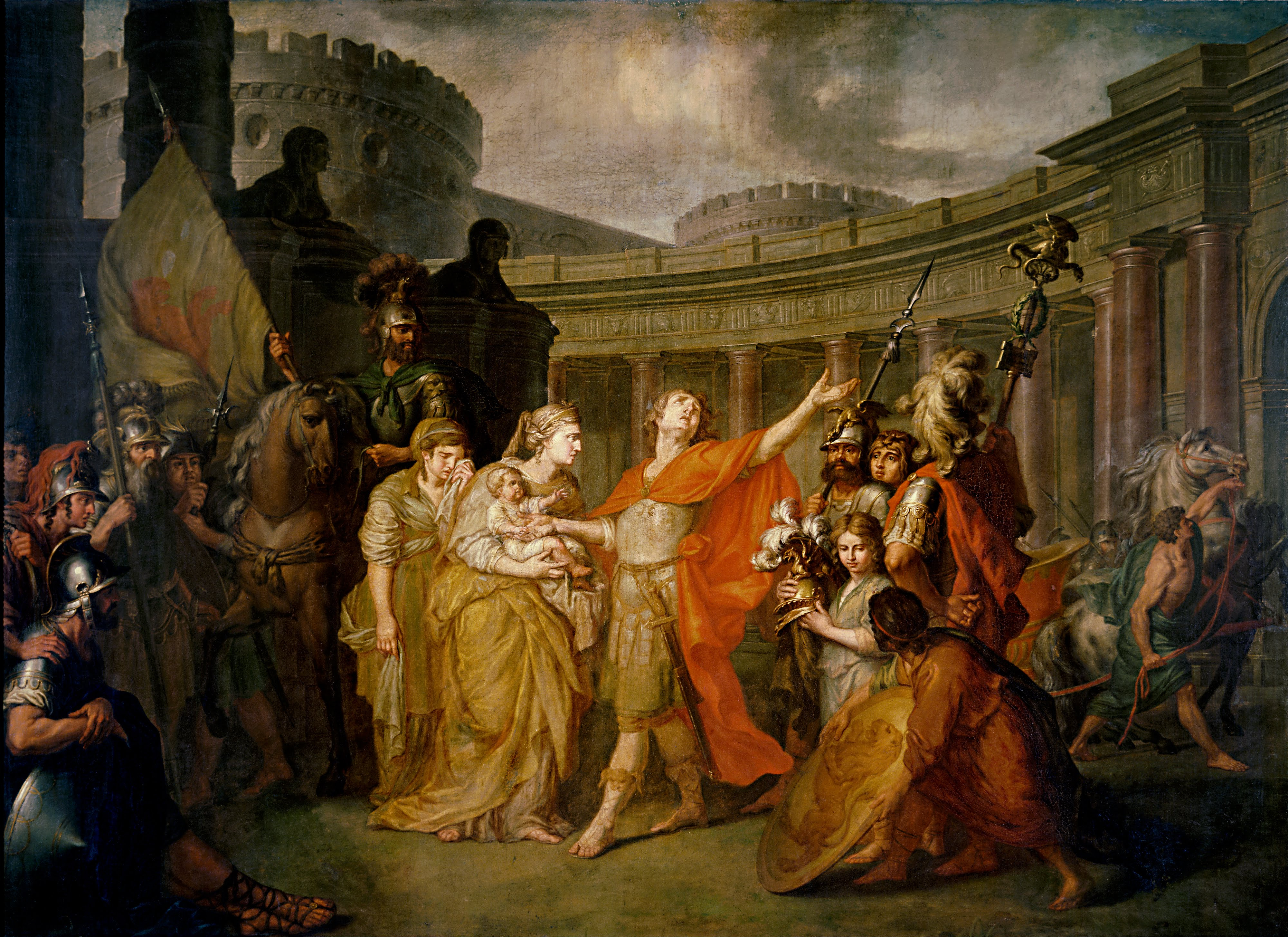
Прощание Гектора с Андромахой. 1773

Портреты
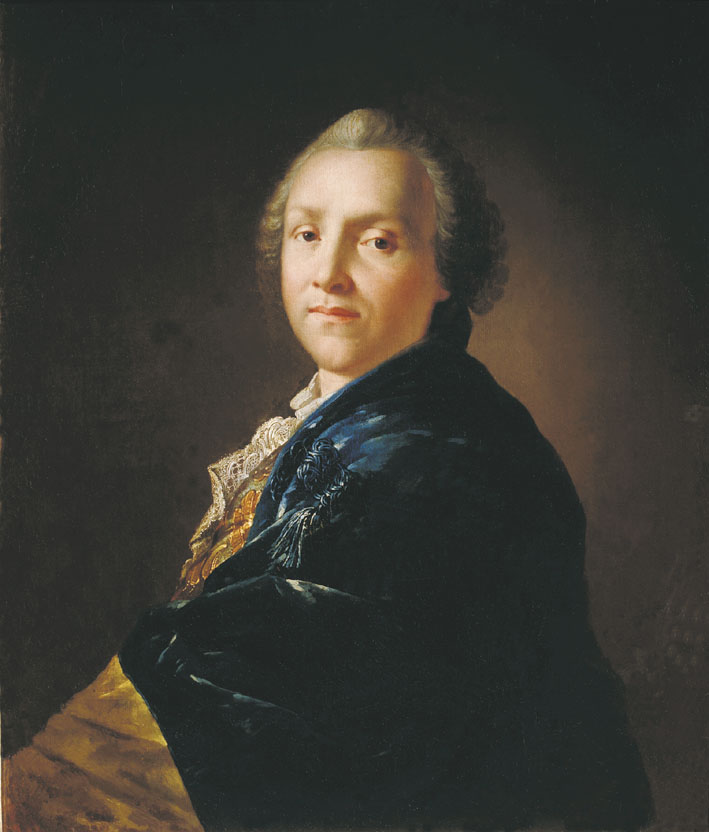
А. П. Сумароков. 1760
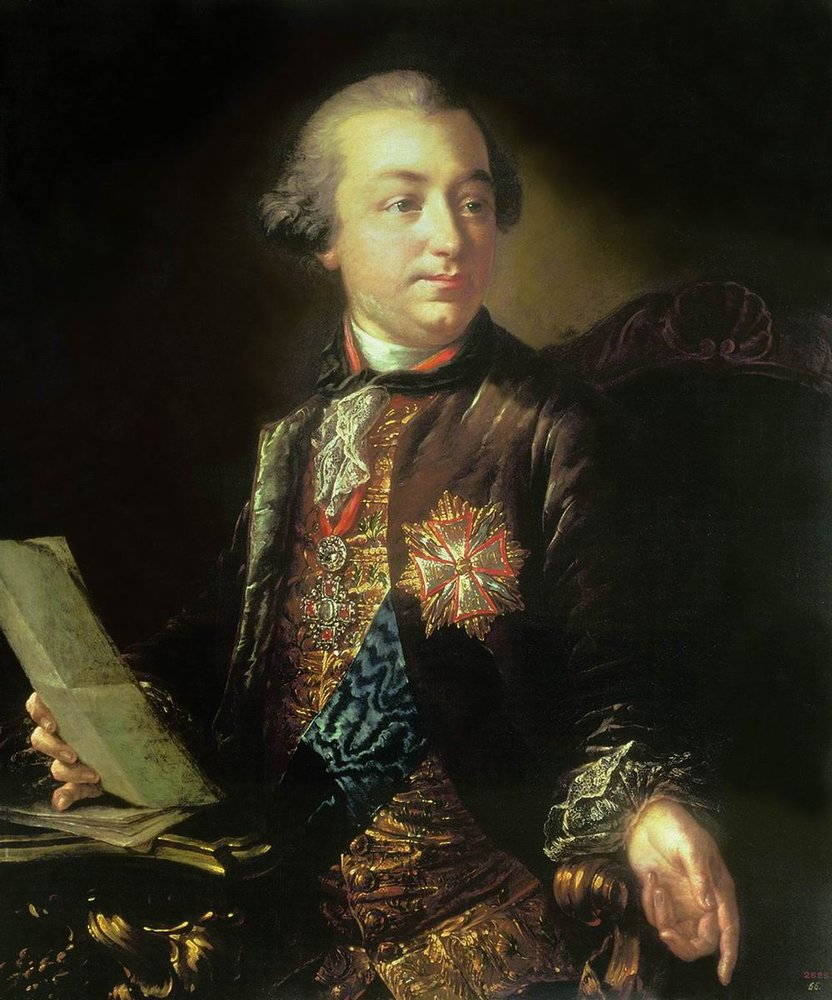
И. И. Шувалов. 1760
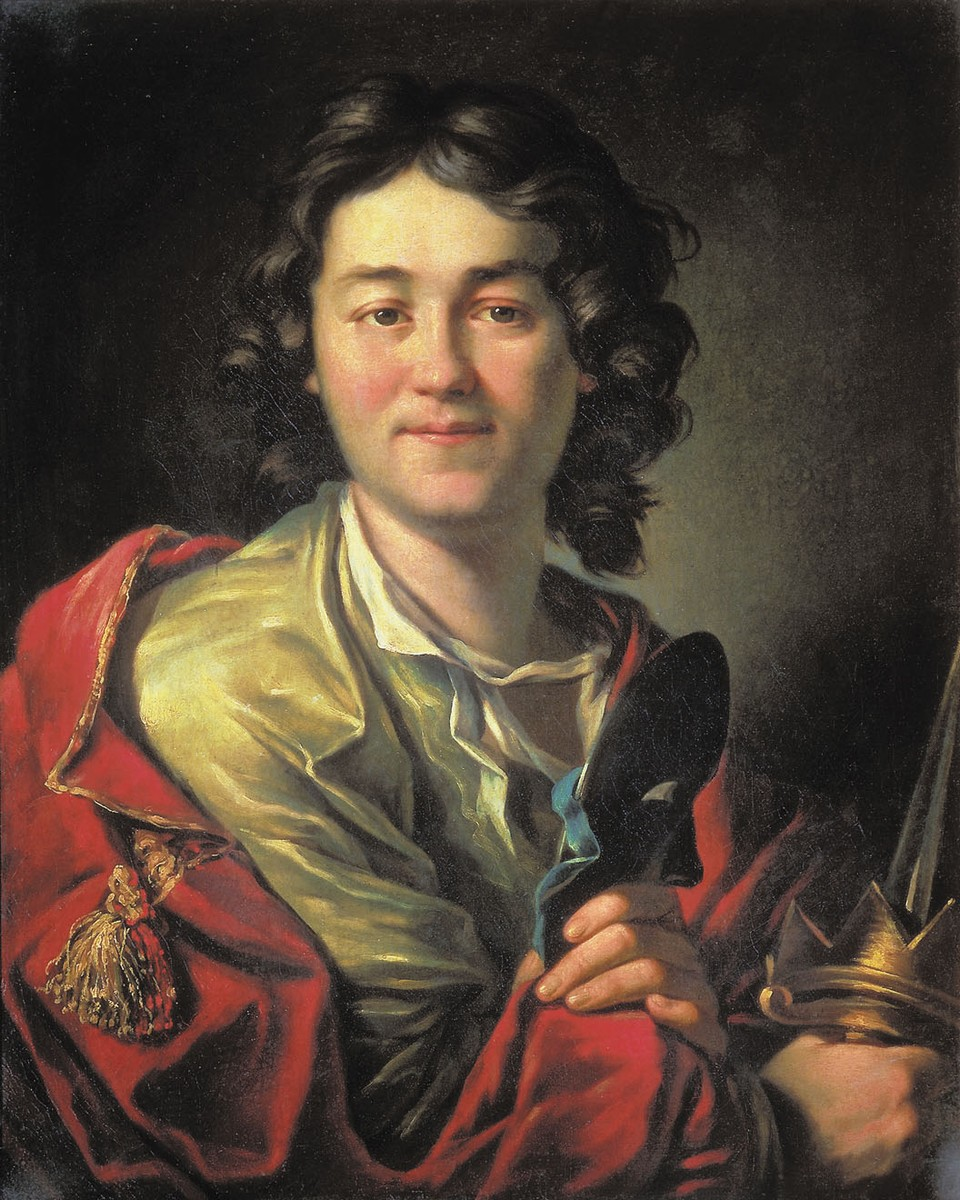
Ф. Г. Волков. 1763